# Горење Доле (Шкоцјан)
Горење Доле (словен. Gorenje Dole) је насељено место у општини Шкоцјан, регија Југоисточна Словенија, Словенија.

## Историја
До територијалне реорганизације у Словенији било је у саставу старе општине Ново Место.

## Становништво
У попису становништва из 2011. године, Горење Доле је имало 43 становника.
| Број становника према пописима | Број становника према пописима | Број становника према пописима |
| ------------------------------ | ------------------------------ | ------------------------------ |
| 1991                           | 2002                           | 2011                           |
| 50                             | 40                             | 43                             |

Напомена: Године 2003. умањено за део насеља који је припојен насељу Јелендол.